# Усайгурт
Усайгу́рт (рос. Усайгурт) — присілок у складі Селтинського району Удмуртії, Росія. Входить до складу Копкинського сільського поселення.
Населення — 1 особа (2012; 0 в 2010).

## Урбаноніми[3]
- вулиці — Усайгуртська